# آشنایی با میکروویو
آشنایی با میکروویو کتابی از بهرام رزمپوش است که در سال ۱۳۶۸ منتشر و در مراسم کتاب سال جمهوری اسلامی ایران به‌عنوان کتاب برگزیده معرفی شد.